# Empires Apart
Empires Apart è un videogioco di strategia in tempo reale, sviluppato dalla DESTINYbit di Ravenna, pubblicato dalla Slitherine e uscito per PC il 29 marzo 2018.

## Modalità di gioco
Nel gioco è possibile raccogliere il Legname (usato principalmente per costruire strutture ed addestrare unità da tiro), il Cibo (usato in genere per addestrare abitanti del villaggio, unità militari e aggiornamenti tecnologici), la Pietra (usato per strutture avanzate e difese come forti e torri e mura in pietra) e l'Oro (usato per miglioramenti tecnologici e certe unità militari avanzate). Il sistema di combattimento nel gioco ha un forte elemento di tipo carta-sasso-forbici, in quanto i lancieri battono le unità a cavallo, gli arcieri battono i lancieri e la cavalleria battono le unità da tiro, ma esistono anche molte altre unità che variano le meccaniche, tra cui le unità eroiche (uniche per ogni fazione, con abilità speciali) e sacerdoti (con abilità diverse per ogni civiltà, e in comune la capacità di raccogliere Reliquie e depositarle nei templi come nell'originale Age of Empires II).
Vi sono 5 antiche Reliquie diffuse in tutta la mappa all'inizio nel gioco, e ogni Reliquia raccolta dona bonus militari e civili a chiunque li raccolga.
Nella modalità giocatore singolo, è possibile scegliere tra Schermaglia (la modalità di partite standard), Sopravvivenza (raccogli risorse di giorno, e ti difendi dai nemici di notte, il tutto purché il centro cittadino non cada) e Sfide (6 missioni speciali, ognuna per ogni civiltà, per un totale di 36 sfide). È anche disponibile una modalità Re della Collina.

### Civiltà
Empires Apart permette al giocatore di controllare una delle sei civiltà presenti nel gioco, ognuna con due eroi speciali. Solo i Bizantini sono disponibili gratuitamente; le altre civiltà sono a pagamento.
| Civiltà | Eroe 1 | Eroe 2 |
| --- | --- | --- |
| Bizantini: Civiltà difensiva, ben bilanciata, con fanteria abbastanza forte da intralciare i nemici, ottima cavalleria e buona economia. | Flavio Belisario: Generale eccezionale, può creare un esercito di esche che durano per un poco di tempo.                                                               | Alexios I Komnenos: Potente sovrano, fornisce bonus agli abitanti del villaggio e alle unità militari.                                                                       |
| Francesi: Civiltà difensiva, con una cavalleria formidabile in grado di caricare, ottima economia, alti livelli tecnologici e notevoli armi d'assedio. | Giovanna d'Arco: Guerriero a cavallo, ispira le unità alleate nelle vicinanze, e invoca la protezione divina in un'area a favore degli alleati che si trovano in essa. | Roland: Potente guerriero, si cura col passare del tempo, può suonare l'Olifante per aumentare il proprio potere, e ispira le unità circostanti quando agonizzante.          |
| Cinesi: Civiltà avanzata, monto concentrata sulla tecnologia e sui balestrieri, più monaci guerrieri che guariscono gli alleati vicini, e ingegneri che possono costruire campi minati e catapulte.                                                                            | Yue Fei: Guerriero formidabile, può smontare a cavallo quando in condizioni critiche, e la sua lancia, quando possibile, può colpire più bersagli in un'unica area.    | Zhuge Liang: Governatore e brillante stratega, aumenta l'effetto della Supervisione e può evocare una guardia personale di Chu-Ko-Nu.                                        |
| Arabi: Civiltà avanzata, altamente incentrata sulla conoscenza, presentano anche gli Imam che convertono le unità nemiche, medici che guariscono gli alleati, e assassini che possono eliminare bersagli di alto rango.                                                        | Salah al-Din: Potente guerriero, converte le unità quando morente, e potenzia le unità alleate nelle vicinanze.                                                        | Hassan-e Sabbah: Potente sovrano, fondatore dell'ordine degli assassini, invisibile quando è fermo, può svanire all'istante verso una località nelle vicinanze.              |
| Aztechi: Civiltà aggressiva, le loro unità si evolvono tramite le battaglie e non con la tecnologia, e possono catturare prigionieri nemici. | Ahuitzotl: Guerriero formidabile, conferisce potere ai guerrieri aztechi nelle vicinanze, e scaglia lance letali.                                                      | Acamapichtili: Potente governatore, può completare all'istante gli edifici in costruzione, e fornire agli abitanti del villaggio dei bonus di raccolta.                      |
| Mongoli: Civiltà nomade aggressiva, le cui unità diventano più potenti man mano che eliminano più nemici, mentre gli edifici possono essere smontati e spostati. | Gengis Khan: Guerriero formidabile, conferisce Sete di sangue alle unità alleate nelle vicinanze, e può guarire sé stesso colpendo i nemici.                           | Khubilai Khan: Potente governatore, consente a Ortege di guarire le unità a cavallo circostanti, e fornisce agli abitanti del villaggio dei bonus di velocità e di raccolta. |
| Coreani: Civiltà avanzata incentrata su unità con polvere da sparo e sulla gestione dell'economia. Gli Hwacha garantiscono la superiorità assoluta sul combattimento dalla distanza, mentre igli Hwarang d'élite sono una combinazione letale di cavalleria leggera e arcieri. | Eulji Mundeok | Sejong il Grande |

## Accoglienza
| Testata                          | Giudizio |
| -------------------------------- | -------- |
| Metacritic (media al 30-01-2020) | 68/100   |
| IGN                              | 8/10     |
| Multiplayer.it                   | 7.8/10   |
| Powerplay                        | 7/10     |
| PCInvasion                       | 5/10     |

Il gioco ha ricevuto un 68/100 da Metacritic, un 7/10 da Powerplay, e un 5/10 da PCInvasion.